# Demòfil (filòsof)
Demòfil (en llatí Demophilus, en grec antic Δημόφιλος "Demóphilos"), fou un filòsof pitagòric grec del que no es coneix res de la seva vida.
Va escriure una obra titulada βίον Θεράπεια, sobre l'ètica pràctica, obra de la que n'existeixen algunes parts conservades en una selecció anomenada γνωμικὰ ὁμοιώματα, que tot i ser fragmentària, demostra l'excel·lència del llibre original.